# Время в Китайской Народной Республике

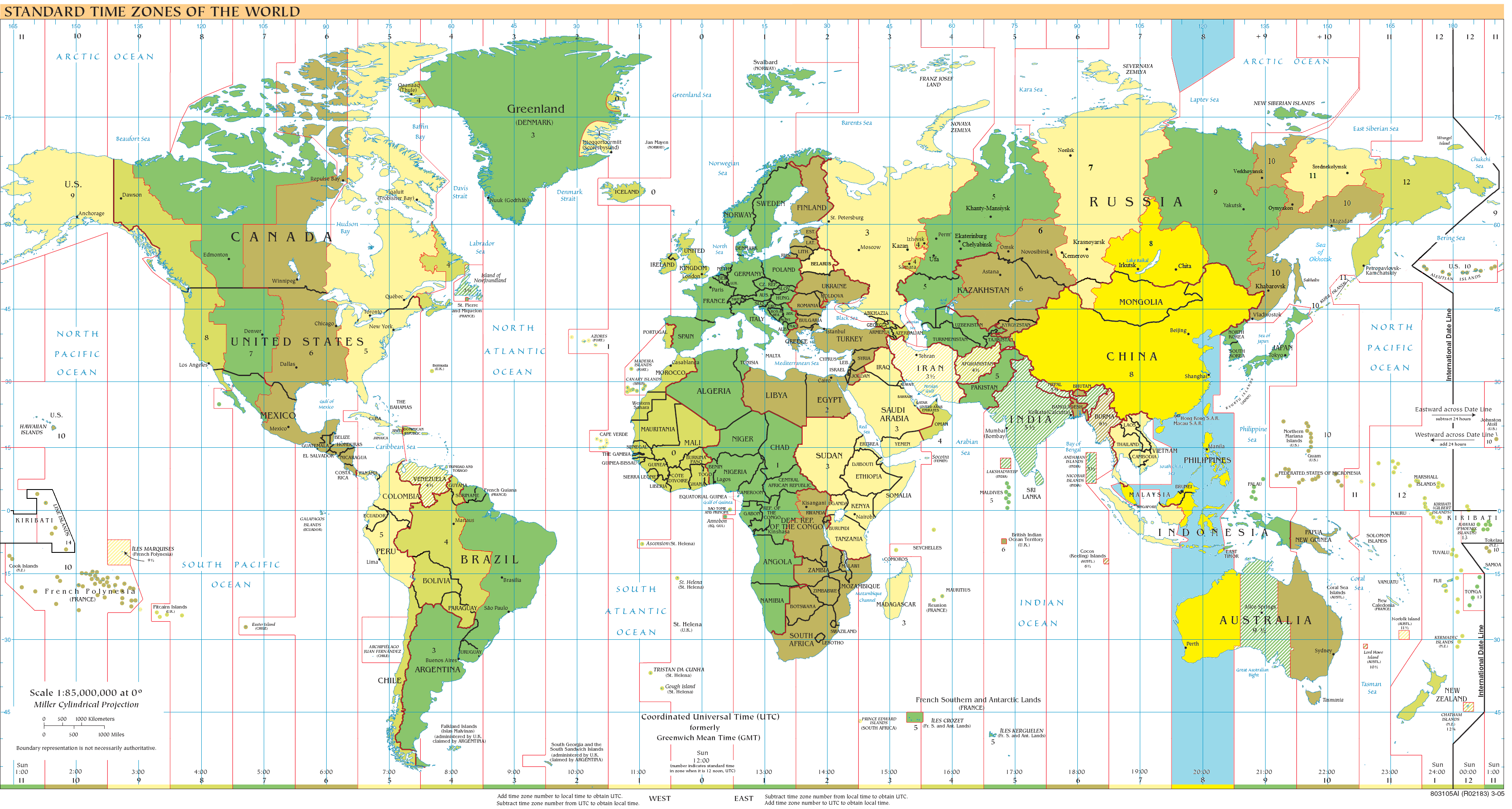
UTC+8 на карте часовых поясов мира:
ярко-жёлтым — круглогодичная зона UTC+8;
голубым — зона UTC+8 в океанах.
Текущее пекинское время:

Территория Китайской Народной Республики имеет протяжённость по долготе 61°04′ или примерно 4,1 часа, но официально на всей территории страны (включая Гонконг и Макао) действует единое стандартное время UTC+8, которое носит название пекинское время (англ. Beijing Time). Летнее время не применяется, хотя использовалось в прошлом.
На западе страны — в автономных районах Синьцзян и Тибет неофициально используется время UTC+6, называемое там как время Урумчи или синьцзянское время (англ. Urumqi Time, Xinjiang Time).

## История

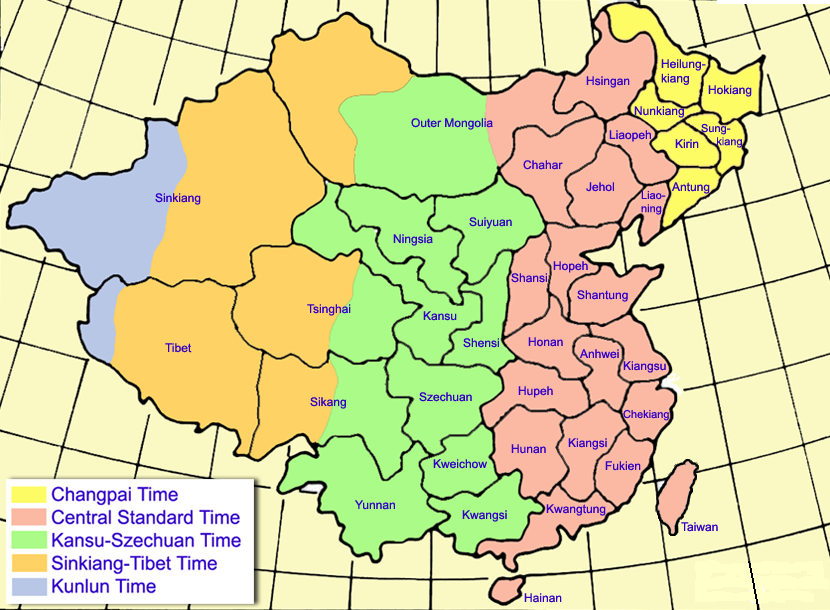
Часовые пояса в Китае в 1912—1949 годах:
UTC+5:30, UTC+6, UTC+7, UTC+8, UTC+8:30

В древности в Китае не было единых правил исчисления времени. Исчисление времени было привязано к астрономическим наблюдениям в столицах династий.
В 1902 году, во время правления династии Цин, таможенная служба приняла в качестве стандарта время на меридиане 120° восточной долготы. В 1912 году центральная обсерватория Пекина разделила страну на 5 часовых поясов. Министерство внутренних дел Китая официально утвердило это разделение 9 марта 1928 года. Были образованы следующие часовые пояса:
- куньлуньский, UTC+5:30 — восточная часть Синьцзяна и часть Тибета
- синьцзян-тибетский, UTC+6 — Синьцзян и Тибет
- ганьсу-сычуаньский, UTC+7 — центральный Китай
- стандартное китайское время, UTC+8 — прибрежные регионы
- чанбайский, UTC+8:30 — северо-восток Китая

В 1949 году, после образования КНР, стандартное китайское время было переименовано в пекинское время, которое стало официально действующим на всей территории страны. Пекинское время опережает местное среднее солнечное время в Пекине, который расположен на 116°24′ восточной долготы, примерно на 14 минут (средний полдень в Пекине — 12:14).
Летнее время в КНР применялось в 1986—1991 годах (данные по Пекину). Данные по Шанхаю показывают, что летнее время применялось в Китае также в 1940—1941 годах.
В 2005 году на Всекитайском собрании народных представителей было предложено использовать пекинское время в восточной части Китая, время UTC+7 в Шэньси и UTC+6 в Синьцзяне. После также предлагалось разделить Китай на 2 часовых пояса — UTC+8 и UTC+7 (Шэньси, Сычуань, Чунцин, Гуйчжоу, Юньнань и западные провинции). Но эти предложения даже не были поставлены на голосование.

## Время на западе Китая
Синьцзян расположен на крайнем западе Китая. Как следствие, существует двухчасовая разница по местному солнечному времени между Синьцзяном и большинством восточных районов Китая, таких как Пекин, поэтому здесь, наряду с пекинским временем, неофициально используется так называемое время Урумчи (UTC+6).

### Время Урумчи
Единое пекинское время оказалось неудобным для западных районов Китая из-за большого расхождения с местным солнечным временем. Например, полдень в Кашгаре наступает около 15:00 по пекинскому времени, и учитывать 3-часовой сдвиг в повседневной жизни значительной части местного тюркоязычного населения (уйгуры, киргизы и др.) было крайне неудобно. Таким образом, вопрос применения официального времени оказался тесно связанным с этническим расслоением в обществе и сопутствующими ему конфликтами. Китайцы (хань) применяют в повседневной жизни пекинское время, а уйгуры — время Урумчи. Однако рабочий и учебный день для китайцев и уйгуров начинается одинаково, если считать по солнечному времени, хотя у одних часы в начале трудового дня показывают, например, 10:00 по пекинскому времени, а у других — 8:00 по времени Урумчи.
Местное неофициальное время UTC+6 в Урумчи опережает местное среднее солнечное время на 10 минут (средний полдень в Урумчи — 12:10).
Так как время Урумчи на 2 часа отстаёт от пекинского времени, то существует большое различие рабочего графика правительственных организаций (в Пекине) относительно Синьцзяна и таких же внутренних, удалённых провинций. Рабочий день жителей Урумчи по пекинскому времени начинается примерно на 2 часа позже, чем в восточных, прибрежных районах Китая. В расписании работы местного транспорта обычно указывается и пекинское время, и время Урумчи.
В Пекине после 21:00 трудно найти, где поужинать, потому что китайцы едят около 18:30, а потом расходятся по домам и готовятся ко сну. В Синьцзяне ложатся спать ближе к полуночи (по официальному пекинскому времени), а после 21:00 ужин ещё в самом разгаре. Это становится особенно заметно по мере продвижения на юг, где уйгуры составляют абсолютное большинство населения. В кашгарских гостиницах, например, часы выставлены по Урумчи, а Пекин со своим временем представлен отдельным циферблатом — как Москва, Париж или Токио.

### Рабочие графики в Синьцзяне
Рабочий график автономного регионального правительства, региональных правительственных ведомств и правительственных организаций в большинстве мест Синьцзяна:
- С мая до конца сентября (летнее расписание): 09:30—13:30 и 16:00—20:00 (пекинское время), 07:30—11:30 и 14:00—18:00 (время Урумчи);
- С октября до конца апреля следующего года (зимнее расписание): 10:00—14:00 и 15:30—19:30 (пекинское время), 08:00—12:00 и 13:30—17:30 (время Урумчи).

Рабочий график для правительственных организаций в округе Турфан:
- С мая до конца сентября (летнее расписание): 09:30—13:00 и 16:30—19:30 (пекинское время), 07:30—11:00 и 14:30—17:30 (время Урумчи);
- С октября до конца апреля следующего года (зимнее расписание): 10:00—14:00 и 16:00—20:00 (пекинское время), 08:00—12:00 и 14:00—18:00 (время Урумчи).

Таким образом, суммарное за день рабочее время летом и зимой составляет 8 часов (в округе Турфан летом — 6,5 часов). Начало рабочего дня летом на 0,5 часа раньше, чем зимой. Однако, муниципальные правительственные организации Урумчи практикуют единое зимнее расписание автономного региона на весь период года — начало рабочего дня по времени Урумчи в 8:00, обед 12:00—13:30, окончание рабочего дня в 17:30.